# Phrudocentra mecospila
Phrudocentra mecospila là một loài bướm đêm trong họ Geometridae.